# Entomologia Experimentalis et Applicata
Entomologia Experimentalis et Applicata (ISSN 0013-8703) — голландский энтомологический журнал для публикации научных исследований в различных областях экспериментальной биологии и экологии насекомых и некоторых других членистоногих.

## История
Журнал основан в 1958 году. Публикуется издательством «Wiley-Blackwell» совместно с Голландским энтомологическим обществом (The Netherlands Entomological Society). В 2010 году вышел 134 том.
Индекс цитирования (импакт фактор) равен 1.568 (2008). Среди энтомологических журналов в 2009 году занимал 17-е место (из 74).

## ISSN
- Print ISSN: 0013-8703
- Online ISSN: 1570-7458